# Pacal trilobatus
Pacal trilobatus är en spindeldjursart som beskrevs av Paul Reddell och James Cokendolpher 1995. Pacal trilobatus ingår i släktet Pacal och familjen Hubbardiidae. Inga underarter finns listade i Catalogue of Life.